# Hugo Pierre
Hugo Pierre (Rosario, 2 de junio de 1936 - 3 de octubre de 2013) fue un saxofonista argentino. Participó en la música de algunas películas, y tocó con reconocidos músicos como Nat King Cole, Édith Piaf, Tony Bennett y Sammy Davis Jr.. Durante sus últimos años se dedicó a la docencia privada y fue solista de jazz, a cargo de la cátedra de clarinete en la Universidad Católica Argentina.

## Biografía
A los 10 años de edad comenzó a estudiar clarinete en el Conservatorio Municipal de Rosario. A los 19 años viajó a Buenos Aires, donde comenzó su carrera profesional en la orquesta de Héctor Lagna Fietta, al mismo tiempo que estudiaba armonía y arreglos e instrumentación de jazz. Un año más tarde, se interesó exclusivamente en este estilo musical, concurriendo siempre que pudo al Bop Club Argentino. Aquí se relacionó con otros grandes de la música argentina como Lalo Schifrin, con quien compartió una orquesta, y Pichi Mazzei, entre otros.
En 1957 hizo una gira por varios países de Sudamérica junto a la orquesta de Xavier Cugat. Durante esta década hizo su debut como saxofonista en una orquesta sinfónica en la Orquesta Filarmónica de Buenos Aires. También integró la Orquesta Estable del Teatro Colón y la Orquesta Sinfónica Nacional, principalmente con clarinete, corno di bassetto, saxo alto, tenor y soprano. 
Trabajó con directores de la altura de Serge Bodeau, Pedro Calderón, Jacques Singer y Simón Blech. Tocó clarinete y saxo en varios conjuntos de cámara, como el Cuarteto Argentino de Saxofones.
Fue también durante un tiempo músico estable de Julio Iglesias, con quien hizo varias giras por oriente. En 1986 fue el inicio del dúo con Gerardo Gandini, con quien ya había actuado en 1982, y con quien actuó dos años consecutivos en el Teatro San Martín de Buenos Aires y en el Teatro Payró, y por el resto del país, así como en Chile y Paraguay. Entre 1988 y 1994 actuó con La Banda Elástica en los principales teatros del país, además de Brasil, Chile y Paraguay. En 1996 formó un cuarteto con su nombre, y también hizo gira por todo el país. En 1997 fue nombrado miembro titular de la Academia Argentina de Música en reconocimiento labor como intérprete y docente. Confeccionó el programa de estudios de la cátedra de Jazz de la Escuela de Música Popular de Avellaneda de la Provincia de Buenos Aires.
Falleció en Buenos Aires, en la mañana del jueves 3 de octubre de 2013.

## Instrumentos

### Saxo Alto
- Instrumento: Selmer Mark VI 1956 y Selmer Series III 2000
- Boquillas: Vandoren A 27 y A 45
- Cañas: Vandoren clásicas N.º 3 con la A 27 y Java N.º 3 con la A 45 en Alto.
- Abrazaderas: BG “Tradition” y Vandoren “Optimum”

### Clarinete
- Instrumento: Selmer Series 10 “AG”
- Boquilla: Vandoren M 15
- Cañas: Vandoren clásicas N.º 3 ½
- Abrazadera: Optimum (Vandoren)

### Saxo Soprano
- Instrumento: Selmer Series III
- Boquilla: Vandoren S 15
- Cañas: Vandoren clásicas 3 ½.
- Abrazaderas: BG “Tradition” y Vandoren “Optimum”

## Discografía
- Baladas - 1963
- Saxtango - 1970
- Andrea di Verona - 1974
- Sólo Gershwin - 1986, con Gerardo Gandini
- La Banda Elástica, Vol. 1 - 1990
- La Banda Elástica, Vol. 2 - 1991
- La Banda Elástica: Perche me piache - 1993
- Música, maestros - 2000, con Juan Carlos Cirigliano
- Memories of you - 2003, con el cuarteto Cirigliano

## Cuarteto Hugo Pierre
En su cuarteto el tocó los Saxofones Soprano y Contralto. Sus tres compañeros fueron los siguientes:

### Andrés Robles (Saxofón Alto)
Se graduó como Profesor Superior de Saxofón en el Conservatorio Nacional de Música. Actualmente es profesor de este conservatorio en el Taller de Jazz. Es Profesor de la Cátedra de Saxofón en el Conservatorio de Música “Juan José Castro” de La Lucila (donde también dicta Conjunto de Cámara y Espacio de la Práctica Docente), en el Departamento de Artes Musicales y sonoras (DAMus) "Carlos López Buchardo" y en el Conservatorio Superior de Música "Ástor Piazzolla". También es Director del Ensamble de Jazz del DAMus.
Es director e integrante del grupo "Cuatro Saxos" (www.cuatrosaxos.com.ar) y creador de la Orquesta de Jazz "Swami Big Band". 
Le fue otorgada una beca por la Secretaría de Educación de la Nación en el Concurso para Instrumentistas de Viento de la Scala de San Telmo, fue finalista del Concurso Internacional de Música de Buenos Aires y obtuvo una mención de honor con su cuarteto de saxos El Arreglo en la Bienal Juvenil de la ciudad de Mar del Plata.

### Jorge Scarinchi (Saxofón Tenor)
Nació en Cruz Alta (Prov. de Córdoba), donde comenzó sus primeros estudios de música con Héctor Gatti en la Escuela Gratuita de Música Silvio Agostini en 1972. Egresó del Conservatorio Nacional de Música en las carreras de Clarinete y Saxofón. Participó de clases dictadas por prestigiosos profesores de USA y Francia: Stanley Drucker, Claude Delangle y Anthony Gigliotti, entre otros
Formó parte de diversas orquestas, entre ellas la Estable del Teatro Colón y la Filarmónica de Buenos Aires. También actuó con la orquesta de Tango Juan de Dios Filiberto y Mariano Mores, y con reconocidos músicos de la talla del cantante brasileño Caetano Veloso y Fito Páez.
Como solista, se dedicó a la Música de Cámara realizando conciertos en el Teatro San Martín, el Centro Cultural Recoleta, y Salón Dorado del Teatro Colón. En julio de 1997 fue invitado por la Banda de Concierto de la Fuerza Aérea a la Base Vicecomodoro Marambio en la Antártida Argentina para participar en los festejos de un nuevo aniversario de la Fuerza. En julio de 1998 resultó ganador de una Mención Especial en el III Concurso Internacional de Música de Cámara de Buenos Aires con el Trío de Vientos Blasberg-Scarinchi-Piazza. 
Actualmente se desempeña como clarinetista estable en la Banda Sinfónica de la Ciudad de Buenos Aires y en la Agrupación Sinfónica del Municipio de Morón, e integra el Noneto Buenos Aires.

## Muerte
Falleció el 3 de octubre de 2013 a causa de una complicación postoperatoria de una intervención en la zona intestinal.